# Chanson plus bifluorée à l'Européen
Albums de Chanson plus bifluorée
Pourquoi les girafes ?
(1992)
Chanson plus bifluorée à l'Européen est le premier album du groupe musical français de chansons humoristiques et parodiques Chanson plus bifluorée, enregistré en live dans la salle de spectacle parisienne l'Européen, et sorti en 1991.

## Liste des titres
| 1.    | Le Prince de l'amûr             | Sylvain Richardot                 | 4:11 |
| 2.    | Ipo I Taï Taï Yé 1              | S. Richardot                      | 0:34 |
| 3.    | Repas Boogie Wouah              | S. Richardot                      | 6:10 |
| 4.    | Général à vendre (Reprise)      | Francis Blanche / Pierre Philippe | 4:36 |
| 5.    | Ipo I Taï Taï Yé 2              | S. Richardot                      | 0:48 |
| 6.    | La Boudeuse (Reprise)           | Jules Nicoli                      | 3:25 |
| 7.    | Quand un soldat (Reprise)       | Francis Lemarque                  | 2:12 |
| 8.    | Le Mystère des voix du Gard     | S. Richardot                      | 1:43 |
| 9.    | Toi                             | S. Richardot / C. Roque           | 5:14 |
| 10.   | Chanteur inconnu                | Robert Fourcade / Xavier Cherrier | 3:44 |
| 11.   | L'Internationale (Reprise)      | Eugène Pottier / Pierre Degeyter  | 4:07 |
| 12.   | Ipo I Taï Taï Yé 3              | S. Richardot                      | 1:35 |
| 13.   | Le Moteur à explosion (Parodie) | S. Richardot / Henri Salvador     | 3:01 |
| 14.   | Marions les filles              | S. Richardot                      | 6:20 |
| 15.   | Petit Pasqua Noël (Parodie)     | S. Richardot / Henri Martinet     | 2:57 |
| 16.   | Perfectionniste                 | S. Richardot / A. Sauzède         | 2:45 |
| 17.   | L'Internationale                |                                   | 3:38 |
| 56:57 |                                 |                                   |      |

Note
Le Moteur à explosion (no 13) est une parodie de Le Loup, la Biche et le Chevalier d'Henri Salvador et Petit Pasqua Noël (no 15) de Petit Papa Noël, interprétée par Tino Rossi.

## Crédits
| - Michel Puyau : chant, guitare, percussions - Sylvain Richardot : chant, piano, guitare, claviers - Xavier Cherrier : chant, guitare - Robert Fourcade : chant, guitare - Florence Dusautoir : violon (titres 16, 17) | - Arrangements : Michel Puyau - Ingénierie, mixage : Laurent Roux, Marc Fabre - Mixage : Chanson Plus Bifluorée - Direction artistique : Frédéric Loison - Photographie : Christophe Mourthe, Bernard Gilhodes |

## Distinction
L’album «live» du spectacle obtient le grand prix de l’Académie Charles-Cros,.